# Rolf Niederhauser
Rolf Niederhauser (Zurigo, 25 ottobre 1951) è uno scrittore svizzero.

## Biografia
Rolf Niederhauser crebbe a Biberist nel cantone Soletta. Dopo aver frequentato una scuola professionale come elettromeccanico, fece una breve esperienza come correttore presso il giornale Solothurner Zeitung. Si iscrisse quindi all'Università di Basilea e tra il 1976 e il 1982 studiò economia. Successivamente lavorò come giornalista e dal 1988 iniziò la sua carriera come scrittore.

## Opere
- Mann im Überkleid, Frauenfeld u.a. 1976
- Ein paar junge Leute haben es satt zu warten auf das Ende der bloßen Vermutung, daß es bessere Formen menschlicher Gemeinschaft gibt, Darmstadt u.a. 1978.
- Kältere Tage in sieben Bildern, Darmstadt u.a. 1980
- Alles Gute, Darmstadt u.a. 1987
- Nada oder Die Frage eines Augenblicks, Darmstadt 1988
- Requiem für eine Revolution, Frankfurt am Main 1990
- Wenn der Alltag Schule macht, Basel 1992 (zusammen mit Peter Bichsel)
- Seltsame Schleife, Zürich 2014